# العلاقات الأنغولية الزيمبابوية
العلاقات الأنغولية الزيمبابوية هي العلاقات الثنائية التي تجمع بين أنغولا وزيمبابوي.

## مقارنة بين البلدين
هذه مقارنة عامة ومرجعية للدولتين:
| وجه المقارنة                                              | أنغولا           | زيمبابوي |
| --------------------------------------------------------- | ---------------- | --- |
| المساحة (كم2)                                             | 1.25 مليون       | 390.76 ألف |
| عدد السكان (نسمة)                                         | 29.78 مليون      | 16.53 مليون |
| الكثافة السكانية (ن./كم²)                                 | 23.82            | 42.3 |
| العاصمة                                                   | لواندا           | هراري |
| اللغة الرسمية                                             | اللغة البرتغالية | لغة إنجليزية، اللغة الشونا، النديبيلية الشمالية ‏، لغة الشيشيوا، Barwe ‏، Kalanga language ‏، Tshwa language ‏، النداو ‏، اللغة التسونجا، لغة الإشارة الزيمبابوية ‏، اللغة السوتية، تونغا ‏، اللغة التسوانية، اللغة الفيندية، اللغة الكوسية |
| العملة                                                    | كوانزا أنغولي    | دولار أمريكي |
| الناتج المحلي الإجمالي (بليون دولار)                      | 124.21 مليار     | 17.85 مليار |
| الناتج المحلي الإجمالي (تعادل القوة الشرائية) بليون دولار | 184.83 مليار     | 27.88 مليار |
| الناتج المحلي الإجمالي الاسمي للفرد دولار أمريكي          | 4.10 ألف         | 924 |
| الناتج المحلي الإجمالي للفرد دولار أمريكي                 |                  | 1.79 ألف |
| مؤشر التنمية البشرية                                      | 0.533            | 0.509 |
| رمز المكالمات الدولي                                      | +244             | +263 |
| رمز الإنترنت                                              | .ao              | .zw |
| المنطقة الزمنية                                           | ت ع م+01:00      | ت ع م+02:00 |

## منظمات دولية مشتركة
يشترك البلدان في عضوية مجموعة من المنظمات الدولية، منها:
| علم المنظمة | اسم المنظمة                                 | تاريخ انضمام أنغولا | تاريخ انضمام زيمبابوي |
| ----------- | ------------------------------------------- | ------------------- | --------------------- |
|             | البنك الإفريقي للتنمية                      | ?                   | ?                     |
|             | الاتحاد الأفريقي                            | 11 فبراير 1979      | ?                     |
|             | منظمة التجارة العالمية                      | ?                   | ?                     |
|             | مجموعة التنمية لأفريقيا الجنوبية            | ?                   | ?                     |
|             | منظمة الشرطة الجنائية الدولية               | ?                   | ?                     |
|             | منظمة حظر الأسلحة الكيميائية                | ?                   | ?                     |
|             | مؤسسة التمويل الدولية                       | 19 سبتمبر 1989      | 29 سبتمبر 1980        |
|             | يونسكو                                      | 11 مارس 1977        | 22 سبتمبر 1980        |
|             | البنك الدولي للإنشاء والتعمير               | 19 سبتمبر 1989      | 29 سبتمبر 1980        |
|             | مجموعة دول أفريقيا والكاريبي والمحيط الهادئ | ?                   | ?                     |
|             | الأمم المتحدة                               | 1 ديسمبر 1976       | 25 أغسطس 1980         |
|             | مؤسسة التنمية الدولية                       | 19 سبتمبر 1989      | 29 سبتمبر 1980        |
|             | وكالة ضمان الاستثمار متعدد الأطراف          | 19 سبتمبر 1989      | 10 أبريل 1992         |
|             | الاتحاد الدولي للاتصالات                    | 13 أكتوبر 1976      | 10 فبراير 1981        |
|             | الاتحاد البريدي العالمي                     | ?                   | ?                     |

## وصلات خارجية
- موقع وزارة الخارجية الأنغولية
- موقع وزارة الخارجية الزيمبابوية